# Solygeia

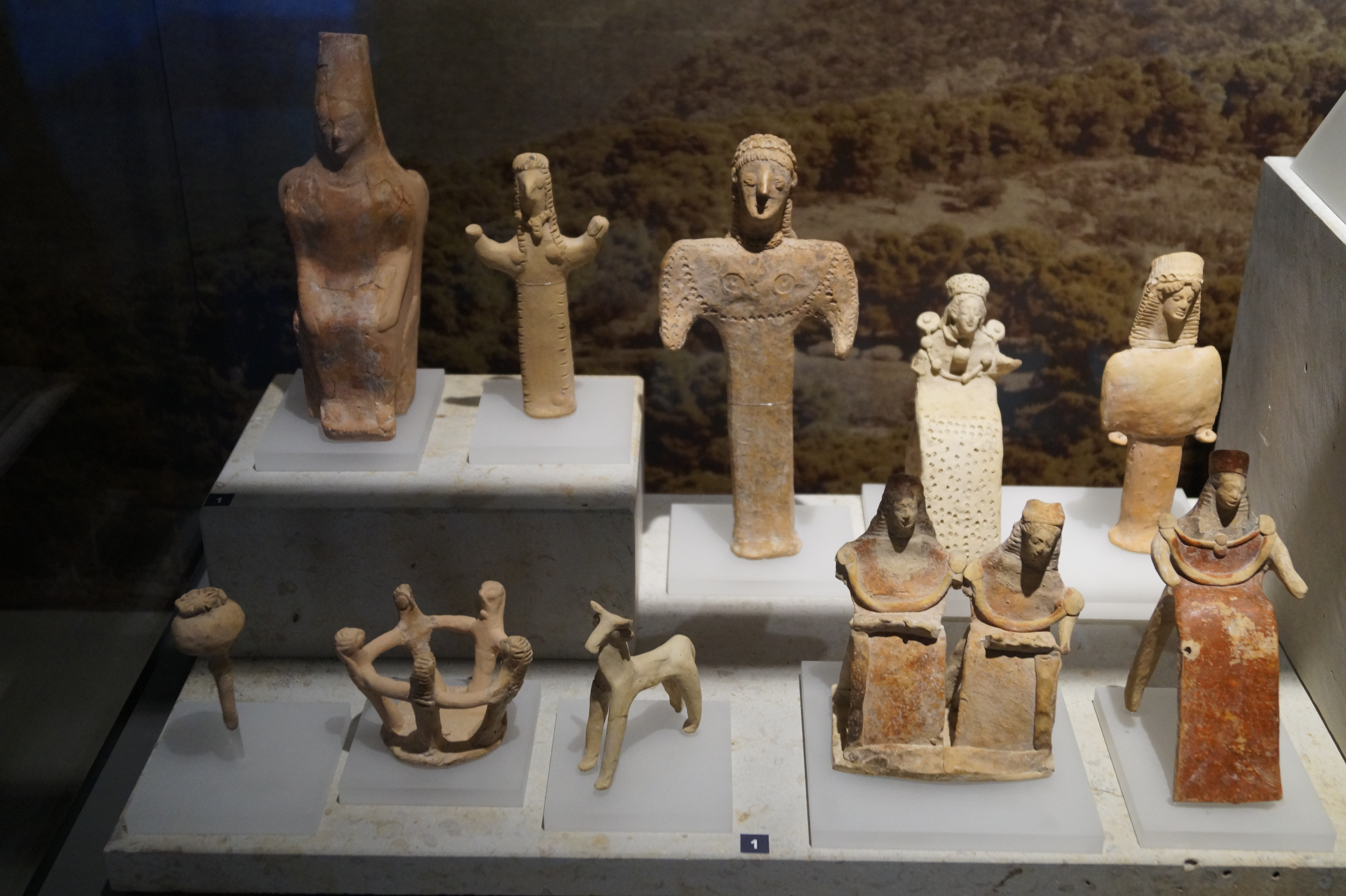
Funde aus Solygeia

Solygeia (neugriechisch Σολυγεία, altgriechisch Σολύγεια) war eine antike Siedlung in der Korinthia. Der Gemeindebezirk Solygia wurde nach ihr benannt.

## Überlieferung
Nach Thukydides befand sich der Ort auf dem Hügel Solygeios und war unbefestigt. Er war 12 Stadien (ca. 2 km) von der Küste des Saronischen Golfs entfernt und lag 20 Stadien (ca. 4 km) südlich des Isthmus von Korinth und 60 Stadien (ca. 11–12 km) östlich der antiken Stadt Korinth. Die Siedlung lag südlich des antiken korinthischen Hafens Kenchreai auf der anderen Seite des Oneios-Gebirges. Anhand dieser Beschreibung vermutet man, dass der Ort auf einem Hügel 500 m westlich des modernen Ortes Galataki lag.
Der Hügel Solygeios soll schon während der Dorischen Wanderung bewohnt gewesen sein. Die Dorer, die über den Isthmus von Korinth den Peloponnes erobern wollten, hatten sich hier vor der aiolischen Bevölkerung Korinths verschanzt. Von hier aus soll Aletes allmählich die Korinthia erobert haben. 425 v. Chr. landete hier, zwischen dem Vorgebirge Chersones und dem Flüsschen Rheiton, der attische Feldherr Nikias und verheerte das Land. Es kam schließlich zur Schlacht bei Solygeia, bei der die Korinther unter großen Verlusten die Athener vertreiben konnten.
Als Lucius Mummius 146 v. Chr. Korinth zerstört hatte, flohen viele Bewohner hierher. Solygeia wurde jedoch kurze Zeit später auch von den Römern zerstört und nie wieder besiedelt.

## Ausgrabungen

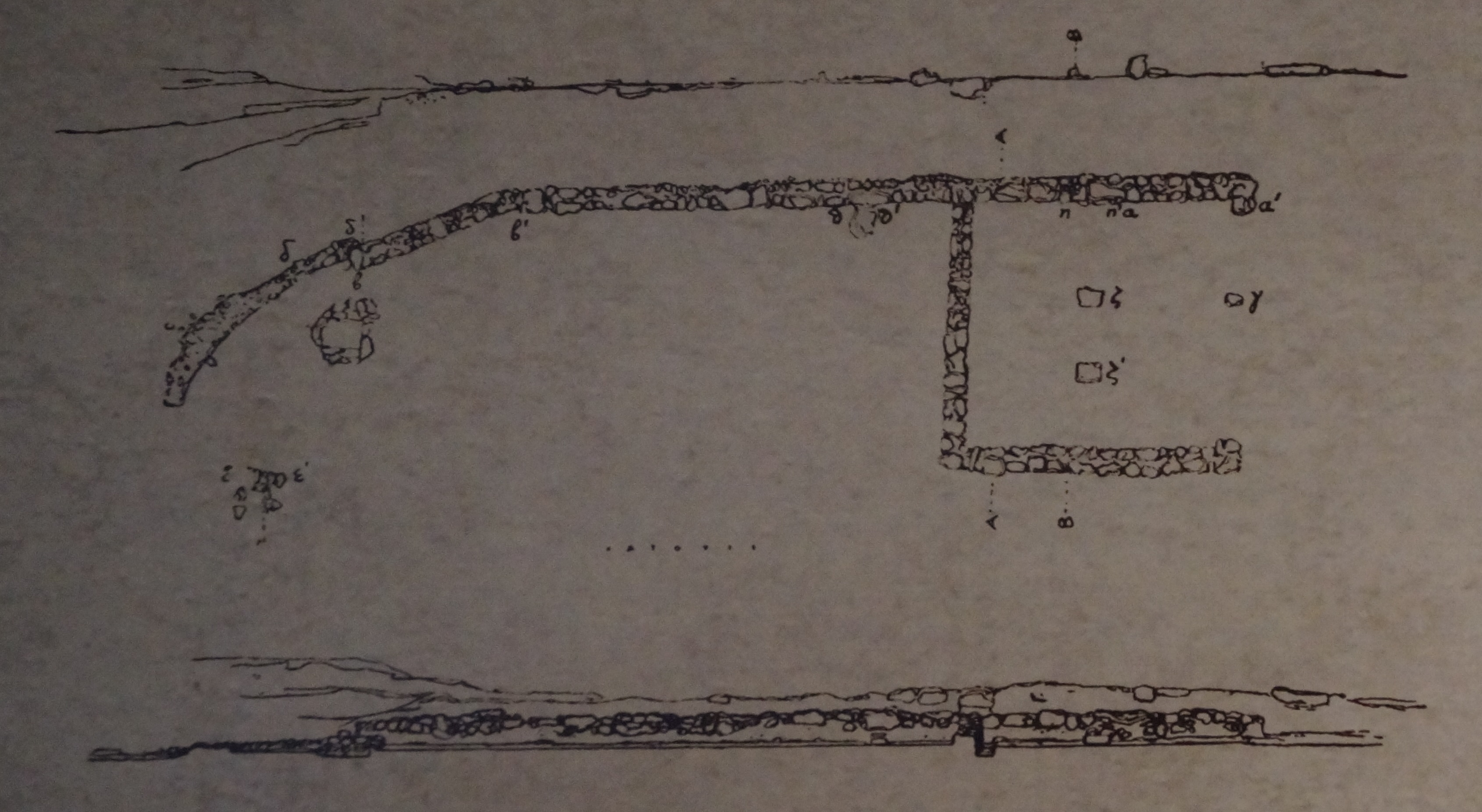
Plan des apsidialen Gebäudes

1957 und 1958 führte der Archäologe Nikolaos Verdelis bei Galataki Ausgrabungen durch. Er entdeckte 300 m südwestlich des Ortes ein apsidiales Gebäude von 23 m Länge und 7 m Breite. Der Eingang befand sich im Osten und die Apsis im Westen. Vor dem Gebäude, das vermutlich ein Tempel war, fand er einen Π-förmigen Brandopferaltar. Der Tempel wurde im 8. Jahrhundert v. Chr. errichtet, in der Archaischen Zeit umgebaut und blieb bis ins 5. Jahrhundert v. Chr. in Gebrauch. Anhand der Depotfunde, die aus über tausend Vasen und Tonfiguren bestehen, wird vermutet, dass hier die Göttin Hera verehrt wurde. Der Archäologe Alexander Mazarakis Ainian lehnt jedoch die Identifizierung des Gebäudes als Tempel ab.
Etwa 50 m südlich des Gebäudes fand Verdelis sechs Kammergräber mit Dromos aus der frühmykenischen Zeit (1450–1400 v. Chr.). Eine Grabkammer war eingestürzt und enthielt ein ungestörtes Begräbnis mit Keramik aus der Späthelladischen Zeit (SH II–IIIA). Die eingestürzte Grabkammer nutzte man später als Halde. Hier entdeckte man die oben beschriebenen Depotfunde. Die anderen fünf Gräber waren mehr oder weniger gestört und die Dromoi durch den Pflug der Bauern beschädigt. Das östlichste Grab enthielt vier Leichname in gutem Zustand, die jedoch einer jüngeren Epoche zugeordnet werden. Das westlichste Grab enthielt ein ungestörtes Begräbnis aus LH II. Darüber lagen korinthische Scherben aus dem 6. Jahrhundert v. Chr. Auch in dem Grab auf dem höchsten Punkt war jüngere Keramik – wahrscheinlich auch aus dem 6. Jahrhundert v. Chr. – abgelagert. In den Dromos eines Grabes war ein Kistengrab gegraben worden. Bei der jüngeren Keramik, die von der Geometrischen bis zur Klassischen Zeit reicht, handelt es sich unter anderem um Omphalos-Schalen, Kalathiskoi, Pyxiden, Kotylen, Mohnfruchtmodelle und Statuetten. Vermutlich wurde sie beim Ahnenkult hier abgelegt.
Auf dem höchsten Punkt fanden sich auch vier Gräber aus christlicher Zeit.